# Panduleni Itula
Panduleni Itula, né le 2 août 1957, est un dentiste et homme politique namibien. Itula est candidat aux élections présidentielles de 2019 et 2024.

## Biographie
Itula est né le 2 août 1957 à Old Location (en), un quartier de Windhoek dans le Sud-Ouest africain.
Itula est membre de la SWAPO. Il devient un des leaders de la branche jeunesse du parti pendant la lutte pour l'indépendance et est emprisonné par l'Afrique du Sud, puissance coloniale.
Itula quitte la Namibie pour l'Angleterre où il étudie aux universités de Bristol et Sheffield et devient dentiste. Il reste en Angleterre jusqu'en 2013.
Itula est candidat à l'élection présidentielle de 2019 en tant qu'indépendant. Il arrive en deuxième position avec 29,3 % derrière Hage Geingob, le candidat soutenu par la SWAPO qui est élu dès le premier tour.
En 2020, Itula crée son propre parti, Patriotes indépendants pour le changement (IPC). Les principaux thèmes de campagne de l'IPC sont la démocratie participative et la lutte contre la corruption.
Il est candidat à l'élection présidentielle de 2024 soutenu par l'IPC. L'organisation de l'élection est chaotique, émaillée de problèmes logistiques qui entraînent à deux reprises sa prolongation. Avant même l'annonce des résultats, Itula déclare qu'il ne reconnaitra pas ceux-ci en raison de « multiples irrégularités ». La commission électorale (en) déclare Netumbo Nandi-Ndaitwah, candidate de la SWAPO, élue au premier tour avec 57,31 % des voix contre 25,5 % pour Itula.